# Als Hitler das rosa Kaninchen stahl (2019)
Als Hitler das rosa Kaninchen stahl ist ein Familienfilm der Regisseurin Caroline Link, der am 25. Dezember 2019 in die deutschen Kinos kam. Der Film basiert auf dem gleichnamigen Roman von Judith Kerr, der 1971 unter dem Originaltitel When Hitler Stole Pink Rabbit veröffentlicht wurde.

## Handlung
Februar 1933 in Berlin: der bekannte Journalist Arthur Kemper wird gewarnt, dass sein Name auf einer Todesliste der Nazis steht, er hat oft bissige Kommentare geschrieben. Er nimmt die Warnung ernst, lässt alles zurück und flieht über Prag in die Schweiz. Seine Familie bleibt vorerst in Berlin-Grunewald, wo die Familie ein komfortables Haus bewohnt. Zuerst will man das Ergebnis der Reichstagswahl am 5. März 1933 abwarten, erhält aber die Warnung, dass wegen des Verschwindens des Vaters der ganzen Familie die Pässe abgenommen werden könnten. Noch vor dem Wahlsieg der Nazis folgt ihm also seine Familie – die neunjährige Anna, ihr zwölfjähriger Bruder Max und ihre Mutter Dorothea – mit der Eisenbahn in die Schweiz. Anna muss fast alles zurücklassen, auch ihr geliebtes rosa Stoffkaninchen. Von Zürich geht es weiter in die Schweizer Berge, Anna fühlt sich fremd, sie versteht ihre Mitschüler nicht und findet nur langsam Anschluss. Das Geld ist knapp, der Vater findet keine Arbeit und Hitler hat ein Kopfgeld auf ihn ausgesetzt.
Um sich Einkommensmöglichkeiten zu erschließen, zieht die Familie weiter nach Paris und findet Unterschlupf in einer kleinen und engen Dachgeschosswohnung. Wieder fühlen sich die Kinder fremd, wieder verstehen sie niemanden; nur langsam lernen sie die Sprache. Auch hier findet der Vater kaum Arbeit; da er entgegen seinen Erwartungen nur einen Artikel pro Woche in einer jüdischen Zeitung schreiben darf. Aber es gelingt ihm, ein Drehbuch zu einem Film über Napoleon verfassen und es zu verkaufen, und zwar nach Großbritannien. Daher zieht die Familie im Herbst 1935 nochmals um, wieder in die Fremde mit allen Herausforderungen und geht nach London.
Der Film beschreibt den Abstieg der Familie aus einer wohlhabenden und kultivierten Umgebung in bedürftige Verhältnisse mit großer Einsamkeit und Unsicherheit. Die Bedrohung durch die Nazis ist unterschwellig, aber immer präsent: durch Nachrichten aus der Heimat, wo der gute Freund Onkel Julius mit den Schikanen der Nazis (wegen seiner Großmutter gilt er als „jüdischer Mischling“) nicht zurechtkommt und sich das Leben nimmt. Oder durch die Reaktionen der Umwelt: mal ist es ein Hakenkreuzanstecker, mal eine deutsche Familie in der Schweiz, die die Kempers meidet. Oder eine österreichische Nachbarin und die Vermieterin in Paris, die über Juden herziehen. Die große Unsicherheit über die Zukunft ist omnipräsent. Das Leben besteht aus vielen Herausforderungen und Entbehrungen, der sich alle Mitglieder der Familie stellen müssen.

## Literarische Vorlage
Der Film basiert auf dem Roman Als Hitler das rosa Kaninchen stahl von Judith Kerr, der 1971 unter dem Originaltitel When Hitler Stole Pink Rabbit veröffentlicht wurde. Das autobiografisch geprägte Kinder- und Jugendbuch gehört bis heute zum festen Lesekanon in vielen Schulen, gilt als Standardwerk zur Einführung in die Themen Drittes Reich und Flüchtlingsproblematik und wurde mit zahlreichen Preisen ausgezeichnet, so 1974 mit dem Deutschen Jugendliteraturpreis als „herausragendes Kinderbuch“. Ins Deutsche übersetzt wurde es von Annemarie Böll. Bis 2013 wurden in Deutschland 1,3 Millionen Exemplare des Buches verkauft.
Der Roman beginnt in der Zeit vor der Reichstagswahl im März 1933, als Anna neun Jahre alt ist und mit ihrer jüdischen Familie in Berlin lebt. Annas Vater ist ein bekannter Schriftsteller und Theaterkritiker, der auch Artikel gegen Hitler und die NSDAP in Zeitungen und Magazinen veröffentlicht. Aus Sorge vor einer Machtübernahme Hitlers und einer damit einhergehenden Verhaftung flüchtet er.
Als Hitler das rosa Kaninchen stahl bildet den Auftakt einer Roman-Trilogie, in deren Verlauf Anna, aus deren Perspektive die Geschichte erzählt wird, zu einer erwachsenen Frau heranwächst. Die Trilogie beginnt im Jahr 1933 und endet in den 1950er Jahren. Die Titel der Fortsetzungen lauten: Warten bis der Frieden kommt und Eine Art Familientreffen.

## Produktion
Regie führte Caroline Link, die gemeinsam mit Anna Brüggemann auch Kerrs Roman für den Film adaptierte. Ähnlich wie seinerzeit Judith Kerr, die ihre Kindheitserinnerungen für ihren achtjährigen Sohn aufschrieb, versuchte auch Link mit ihrem Film auf eine für Kinder unter 14 Jahren zugängliche Weise von Verfolgung und Flucht während des Nationalsozialismus zu erzählen.
Das Medienboard Berlin-Brandenburg förderte den Film mit 650.000 Euro. Vom BKM erhielt er eine Produktionsförderung in Höhe von 500.000, vom FilmFernsehFonds Bayern in Höhe von 500.000 Euro und von der Filmförderungsanstalt ebenso in Höhe von 500.000. Die Medien- und Filmgesellschaft Baden-Württemberg gewährte eine Produktionsförderung von 400.000 Euro.

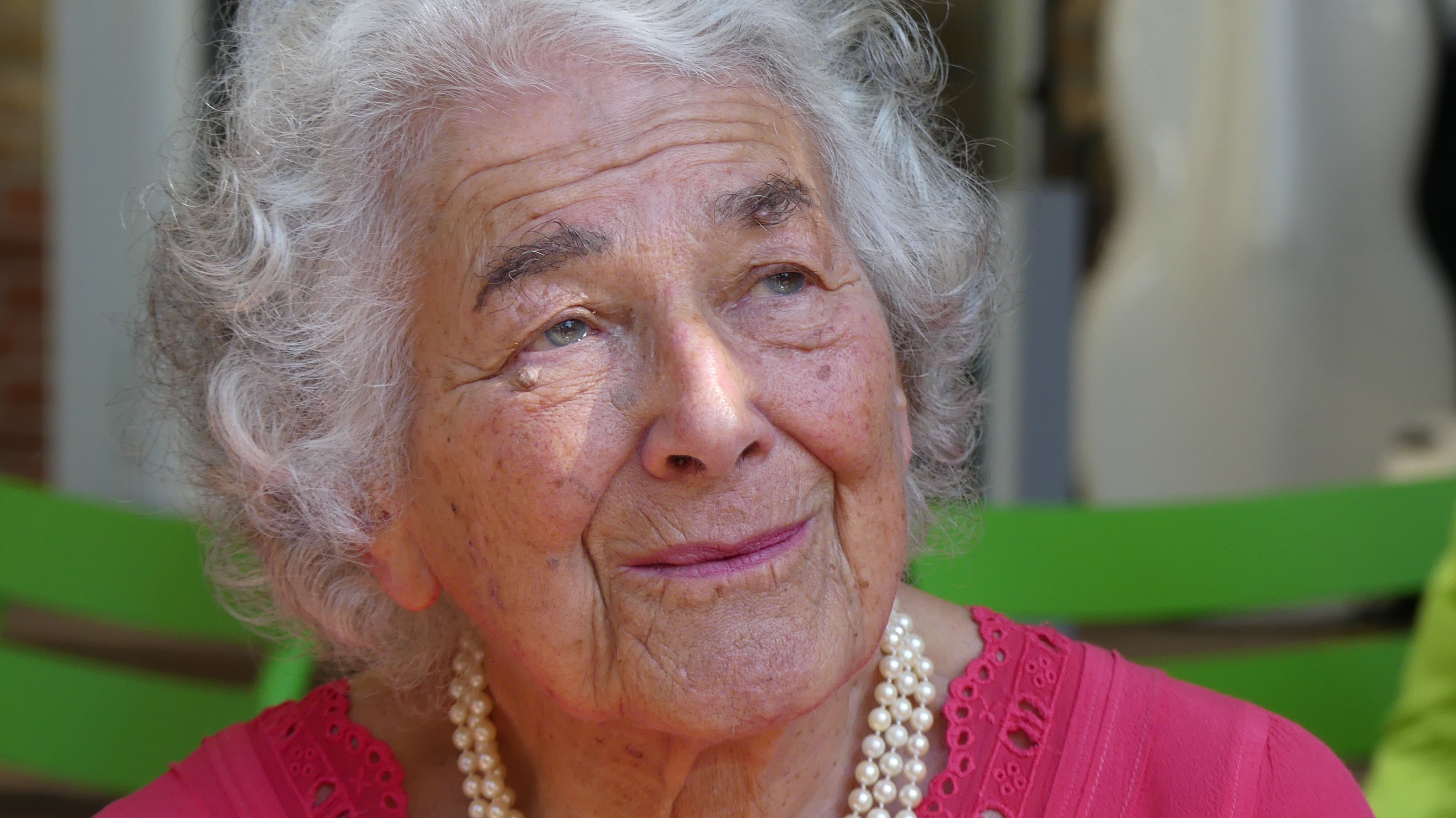
Der Film basiert auf dem Roman When Hitler Stole Pink Rabbit der im Mai 2019 verstorbenen Judith Kerr.

Die neunjährige Protagonistin Anna wird von der Nachwuchsschauspielerin Riva Krymalowski gespielt. Die in Berlin lebende Kinderdarstellerin besuchte nach eigenen Angaben dieselbe Grundschule in Berlin-Grunewald, die einst auch Judith Kerr besucht hatte, und ihr Roman gehöre dort zur Schullektüre. „Eigentlich erst in der sechsten Klasse. Aber meine Mama, die auch schon auf der Schule war, hat mir das Buch schon vorher gegeben, und ich liebe es sehr“, so Krymalowski. Annas Bruder Max wird von Marinus Hohmann gespielt. In die Rollen der Eltern Dorothea und Arthur Kemper schlüpften die Schweizer Schauspielerin Carla Juri und Oliver Masucci. In weiteren Rollen sind unter anderem Justus von Dohnányi als Onkel Julius und Ursula Werner als Haushälterin Heimpi zu sehen. Juri beschreibt Mutter Dorothea als eine spannende Figur. „Sie fängt als jemand an, der ein schönes und behagliches Leben führt, dann aber alles verliert, ihr Klavier, ihre Karriere als Pianistin, ihr Geld, ihre Kultur, ihre Sprache. […] Sie lernt, sich über einfache Dinge zu freuen. Und sie merkt, wie sehr sie ihre Familie liebt.“
Die Dreharbeiten wurden am 17. Juli 2018 begonnen und am 25. September 2018 beendet. Gedreht wurde in Baden-Württemberg, am Bodensee, in Berlin, in der Schweiz im Engadin und Bergell, in Prag und in Bayern, so im August 2018 in München, das dem winterlichen Paris als Kulisse diente. Hier entstand im Antiquariat an der Schellingstraße eine Papeterie. Die Regale des Geschäfts wurden hierfür mit Vorbauten versehen, in denen Waren aus den 1930er Jahren präsentiert werden. In Prag entstanden Außenaufnahmen, die Paris darstellen.
Die Filmmusik komponierte Volker Bertelmann. Das Soundtrack-Album wurde im April 2020 von Needlewood Records als Download veröffentlicht.
Die Vorstellung des ersten Trailers erfolgte Anfang Oktober 2019. Seine Weltpremiere feierte der Film am 8. Dezember 2019 im Berliner Zoo Palast. Am 25. Dezember 2019 startete er in den deutschen Kinos. Im September 2020 lief der Film im Rahmen des Kindermedienfestivals Goldener Spatz in Gera und Erfurt im Kino. Am 25. Dezember 2022 lief der Film im Ersten im Hauptabendprogramm.

## Rezeption

### Altersfreigabe
In Deutschland wurde der Film von der FSK ohne Altersbeschränkung freigegeben. Die Filmkritikerin Antje Wessels merkt auf ihrem Film-Blog an, Regisseurin Caroline Link ordne in Als Hitler das rosa Kaninchen stahl den Krieg dem Familienzusammenhalt unter, sodass der Film letztlich gar kein Kriegsfilm im eigentlichen Sinne mehr sei. Stefan Stiletto vom Filmdienst stellt die Frage, ob diese positive Grundhaltung und eine derart leichtfüßige Erzählung über Flucht und Vertreibung, im konkreten Fall des Holocaust, angemessen sei, merkt jedoch an, Link bleibe damit der Erzählhaltung der Romanvorlage treu, ohne die Augen vor dem Ernst der Lage zu verschließen und die Entbehrungen, die Ängste und die Sorgen deutlich zu machen: „Als Hitler das rosa Kaninchen stahl ist keine optimistische Geschichte über Flucht. Wohl aber eine darüber, seinen Lebensmut niemals zu verlieren. Vielleicht wirkt diese Botschaft hier umso glaubwürdiger, weil sie aus dem Mund eines Kindes kommt.“

### Kritiken und Einspielergebnis

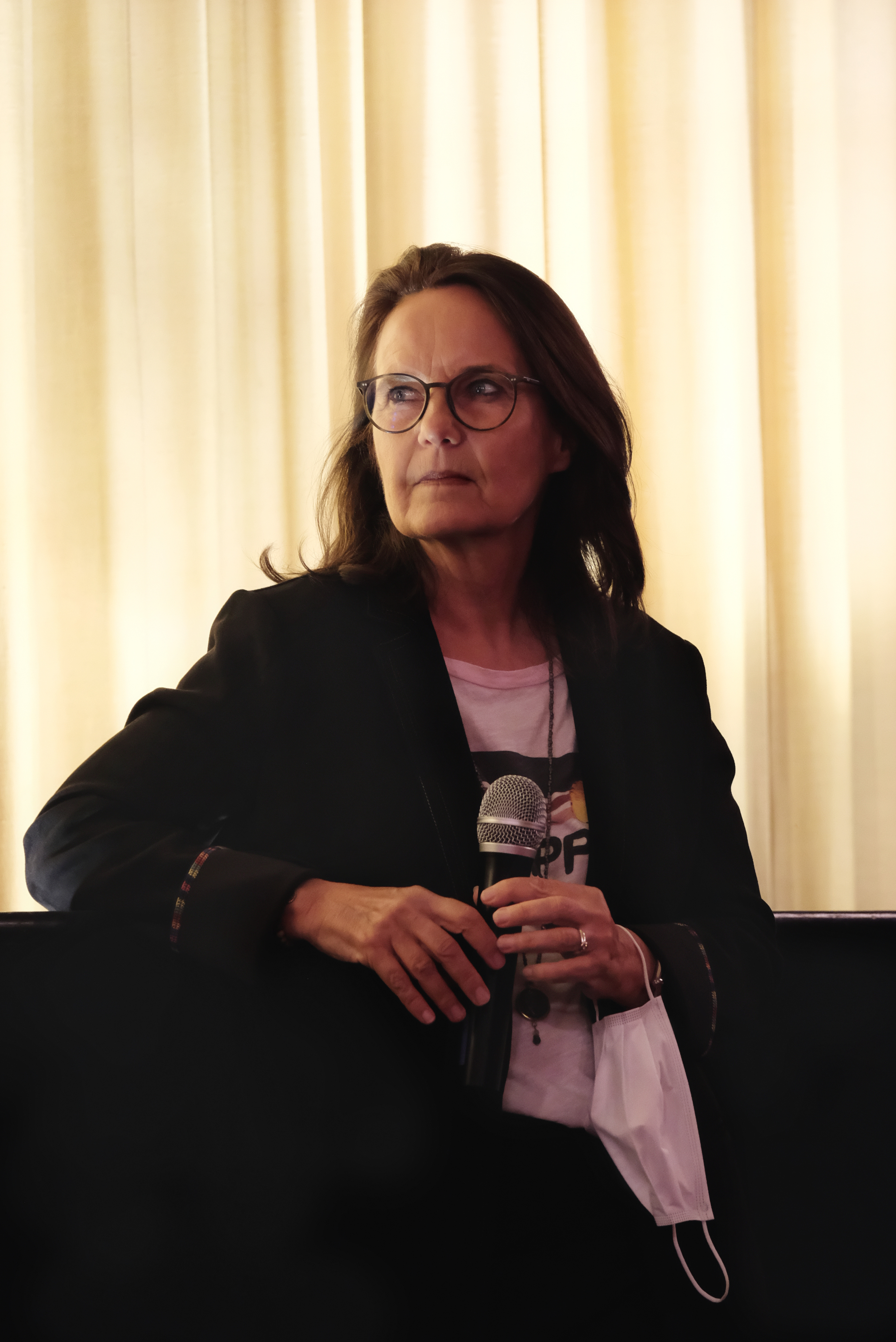
Regisseurin Caroline Link

Von den bei Rotten Tomatoes aufgeführten Kritiken sind 81 Prozent positiv.
Stefan Stiletto schreibt im Filmdienst, Caroline Link beweise erneut ihr besonderes Gespür im Casting und in der Schauspielführung von Kindern. Mit Riva Krymalowski sei ihr ein Glücksgriff gelungen, und die Rolle der Anna spiele die Nachwuchsschauspielerin mit einer Mischung aus Neugier, Frechheit, Witz und Zerbrechlichkeit, womit sie genau zu der starken Persönlichkeit werde, die diese Geschichte tragen kann.
Der Film wurde von der Jugend-Filmjury der Deutschen Film- und Medienbewertung ausgezeichnet und erhielt von der Filmbewertungsstelle selbst das Prädikat Besonders wertvoll. In der Begründung heißt es, Als Hitler das rosa Kaninchen stahl sei ein insbesondere auf die Filmerfahrungen eines jüngeren Publikums zugeschnittener Film, der nicht nur die NS-Zeit und den Holocaust thematisiert, sondern vor allem auch Flucht, Vertreibung und Heimatlosigkeit: „Themen, die heute mehr denn je zu zentralen Themen unsere Gesellschaft geworden sind. Und damit eben Themen, die auch filmisch weder zu früh, noch oft genug behandelt werden sollten.“
In Deutschland verzeichnete der Film ca. 992.000 Besucher.

### Einsatz im Schulunterricht
kinofenster.de, das Onlineportal für Filmbildung der Bundeszentrale für politische Bildung und Vision Kino, empfiehlt den Film für die Unterrichtsfächer Deutsch, Ethik/Lebenskunde, Religion, Geschichte und Kunst und bietet Materialien zum Film für den Unterricht. Antje Wessels schreibt in ihrer Kritik, die Reise der Kempers werde vor allem durch ihre kindgerechte Naivität zu einem Erlebnis, was den Film prädestiniert dafür mache, wie auch das Buch in Zukunft an allen deutschen Schulen zu zeigen, um die Auswirkungen des Zweiten Weltkriegs auf familiäre Einzelschicksale zu verdeutlichen. Im Januar und Februar 2020 wurde der Film im Rahmen der SchulKinoWochen in Nordrhein-Westfalen vorgestellt. Im Herbst 2021 soll er im Rahmen der SchulKinoWochen in Berlin und Schleswig-Holstein gezeigt werden.

### Auszeichnungen
Bayerischer Filmpreis 2019
- Auszeichnung als Bester Jugendfilm (Fabian Maubach und Jochen Laube)

Deutscher Filmpreis 2020
- Auszeichnung als Bester Kinderfilm (Fabian Maubach, Jochen Laube und Clementina Hegewisch)

Deutscher Schauspielpreis 2020
- Nominierung für einen starken Auftritt (Anne Bennent)

Frankfurter Buchmesse Film Awards 2020
- Auszeichnung in der Kategorie „Kinder und Jugendliche“ (Caroline Link)[25]

Goldener Spatz 2020
- Nominierung als Bester Langfilm[26]

Moving History – Festival des historischen Films Potsdam 2020
- Auszeichnung mit dem Clio als Bester Film zu einem historischen Thema[27]

Preis der deutschen Filmkritik 2019
- Nominierung als Bester Kinderfilm (Caroline Link)[28]